# 船中八策
船中八策（せんちゅうはっさく）は、土佐藩脱藩志士の坂本龍馬が江戸時代末期（幕末）の慶応3年（1867年）に新国家体制の基本方針を起草したとされる
慶応3年（1867年）6月、坂本龍馬はいろは丸沈没事件を解決させたのち、京都に上洛していた前土佐藩主の山内豊信（容堂）に対して大政奉還論を進言するため、藩船の「夕顔」で長崎を出航し、上洛中の洋上で参政の後藤象二郎に対して口頭で提示したものを海援隊士の長岡謙吉が書きとめ成文化したとされ、この「船中八策」が「五箇条の御誓文」となったと言われていた。しかし、2010年代の文献調査により、明治以降に龍馬の伝記が編まれる際に創作されたという見解が有力となっている。

## 内容
伝えられる内容は以下のとおり（文言は『坂本龍馬全集』による。なお、文献により語句の細部に違いがあることが指摘されている）。
（現代語訳）
- 「政権を朝廷に返還し、新たな法は朝廷より定められること（大政奉還）」
- 「上院・下院の二院制を敷き、議員を置き、全てを公的に議論して決定すること（議会開設）」
- 「有能な公家や諸藩、無名の人材たちを政治に参加させ、名ばかりで実の無い者たちを取り除くこと（官制改革）」
- 「外国との交流は、広く意見を求めることで、新しく規約を決めること（条約改正）」
- 「昔からの法律の良いところをまとめ、永遠に伝わるような新しい法律を定めること（憲法制定）」
- 「海軍を拡張すること」
- 「朝廷のための兵を置き、都を守らせること」
- 「金や銀や通貨などの為替に関し、外国と平等に取引き出来る法を定めること」

龍馬の師匠であった勝海舟からの影響も指摘され、薩土盟約や土佐藩の大政奉還建白書、五箇条の御誓文にまで連なる内容を持ち、卓越した考え方であるとされてきた。

## 研究
「船中八策」には長岡謙吉が書き留めたとされる長岡自筆の原本である書面は残っていないが、坂本龍馬は大政奉還後の慶応3年11月に「船中八策」と内容が共通している「新政府綱領八策」と呼称される新政権の構想を複数自筆しており、これについては龍馬自筆のものが2枚現存している（国立国会図書館と下関市立長府博物館）。
青山忠正は2006年の論文の中で「（龍馬が「船中八策」で政権奉還の建白をしたとされる）事実が史料に基づいて論証されたことは一度もない」と述べていた。
その状況で、知野文哉は明治以降の主な龍馬の伝記類を比較照合し、著書『「坂本龍馬」の誕生　船中八策と坂崎紫瀾』（2013年）において、「船中八策」が後世語られるような文書として成立する過程を以下のように指摘した。
1. 「船中八策」に近い内容が最初に記されたのは、1896年に弘松宣枝（龍馬の長姉・千鶴の孫）が刊行した『阪本龍馬』（民友社）の中で、龍馬が京都で書いて後藤象二郎に示した「建議案十一箇条」（九から十一箇条は「不詳」とする）である[8][注釈 2]。
2. 1897年に坂崎紫瀾が東京新聞[注釈 3]に連載した「後藤伯の小伝[注釈 4]」という後藤象二郎の伝記では、「建議八策の草案」を龍馬が後藤に示す場面が描かれた（示したタイミングは明記されない[注釈 5]）[11]。坂崎はさらに1900年の『少年読本・坂本龍馬』（博文館）では「八策」というタイトルで、京都到着後に書かれたものとした[12]。
3. 1907年、宮内省が刊行した『殉難録稿 巻之五十四 坂本直柔』で、ほぼ現在と同じ記述の「建議案八條」が記載された[13]。執筆時期はやはり京都到着後で龍馬が長岡謙吉に起草させたとする[13]。
4. 1909年、坂崎紫瀾は「史談会例会」の講演で、後藤と龍馬が長崎から京都に向かう船中で協議した結果「時務八策」という文書ができたと述べた（船中で書いたとは明言していない）[14]。
5. 1912年に瑞山会が編纂・刊行した『維新土佐勤王史』（執筆は坂崎紫瀾）では、1907年（明治40年）前後からその存在が知られるようになった「新政府綱領八策」（前記の通り慶応3年11月の日付がある）を、慶応3年6月に作られた「坂本の八策」とし、従来の「八策」を「別に伝はりし八策の稿」として異文扱いした[15]。なお、この異文とされた八策については、十策もしくは十一策の部分があり、九策以降は世の中に伝わっていないと記された[16]。
6. 1913年、維新史料編纂事務局常置委員の岡部精一は、史伝会の講演で、長崎から上京の際に後藤と協議した龍馬が「時勢八策」を書いたとして「新政府綱領八策」の内容を挙げ、現在の「船中八策」を上京後に手直ししたものだとした[17]。さらに岡部は1916年の「坂本中岡両先生五十年祭記念講演会」での講演で、「上京する船内で立案した」とする「船中八策」（内容は前の講演同様、「新政府綱領八策」）と紹介した[17]。知野によるとこれが「船中八策」という用語の初出である[17][注釈 6]。
7. 1926年の岩崎鏡川（編）『坂本龍馬関係文書第一』（日本史籍協会叢書）では、「新政府綱領八策」は日付通り慶応3年11月の「龍馬自筆新政府綱領八策」とする一方、現在の「船中八策」を「6月15日に京都で確定した『新政府綱領八策』」として、船の中で起草された「船中八策」はその下書き（粉本）とした[19]。
8. 1929年の平尾道雄『坂本龍馬 海援隊始末記』において、「船中八策」を長崎から上京中の船内で起草されたものとし、それ以降これが史実として扱われた[20]。

また、陸奥宗光や後藤象二郎の回想、長岡謙吉の当時の日記などには「船中八策」に該当する事実は言及されていない。知野は「坂本龍馬が大政奉還を後藤象二郎に建言した、という物語が、数度の引用を繰り返すうちに『船中八策』という文書として結実し史実となってしまうのである」と記した。「船中八策」の出発点となった弘松宣枝の「建議十一箇条」について知野は、話の出所を弘松の伯父にあたる坂本直（高松太郎）と想定し、「新政府綱領八策」を元に（当時一般には公開されていなかったが、直であればそれを見せたり内容を伝えることが可能だったとする）、「十一箇条」という条数が薩土盟約の元になった「約定の大綱」（4箇条）と「約定書」（7箇条）を合わせた11箇条に由来するのではないかとする山本栄一郎の説も踏まえて、海援隊で考案されて龍馬が後藤象二郎に示した大政奉還建議の復元を試みたものと推測した。
幕末史研究者の町田明広は2019年の著書で、この知野の研究により「船中八策」は「否定されている」と述べている。

## 龍馬と大政奉還論
「船中八策」が実在しなかったことは、ただちに坂本龍馬が大政奉還建議と無関係だったことや、その内容が龍馬自身の持論と無縁であったことを意味しない。知野文哉は、「大政奉還論」が龍馬のオリジナルではなくそれらの議論を龍馬も見聞していたことを踏まえた上で、後藤に建言した可能性は高いとした。町田明広は、薩土盟約やその前段階で後藤が土佐藩の他の参政に承認を得て薩摩藩側に示した「大条理」（王政復古と将軍が辞職して諸侯の一に戻る内容）には龍馬がかかわっていた可能性が高く、特に「大条理」は龍馬の発案ではないかとしている。